# 2022年西安电子科技大学毕业论文代写事件
2022年西安电子科技大学毕业论文代写事件指的是西安电子科技大学学生雷某某、卢某某二人被指寻求他人代写毕业论文，后经受托代写者举报而引发舆论的事件，最终涉事二学生被处以留校察看处分，其中一名被取消研究生推免资格。

## 事件
5月22日，一名“枪手”在社交平台发帖称，西安电子科技大学计算机科学与技术学院两名大四学生通过网络平台找其做毕业设计，而且在沟通过程中不断向代写者提出新的要求，“却不提加钱的事"。代写者希望两名学生补费用，结果被用各种理由搪塞。在收到作品之后甚至利用交易平台漏洞迫使枪手退款。枪手一怒之下在学校贴吧曝光，事情经过网络发酵后，西安电子科技大学網友根据“枪手”透露的信息上报了学校。
2022年5月23日，西安电子科技大学在计算机科学与技术学院官网发布了关于此事件的情况说明，声明学院「决定暂停两名同学的毕业设计答辩工作」，「一贯坚持对学术不端行为零容忍，对于反映的情况一经查实，将依法依规严肃处理」。5月30日晚，西安电子科技大学对此事进行了通报：雷某某、卢某某两名学生被留校察看一年处分，期间不得申请学位，取消卢某某研究生推免资格。

## 评价
西安电子科技大学公开处理决定后，有评论援引校方及教育部关于学术造假的文件，认为校方此处理结果有包庇之嫌。也有评论认为学校对学术不端行为及时反应，对当事人做处罚的同时考虑了她们的前程，这个处理结果可以接受。
天津《每日新报》对此事件评论称，两名学生系「咎由自取」，并称「不要心存侥幸，不要试图蒙混过关，一旦败露，后果很严重，追悔莫及」。中央人民广播电台认为，这一事件体现出中国大陆對於高等教育学术造假的相关规定已严重落后，因此很有必要加强立法进行遏制。
而《羊城晚报》认为，如果导师重视指导本科生完成论文的过程，代写论文也将很难有市场。《光明日报》則認為不妨將體現了一定的智力成果與創新水準的學生作品與論文一起納入畢業考評體系。